# Кабич, Урош
У́рош Ка́бич (серб. Урош Кабић; род. 1 января 2004, Нови-Сад) — сербский футболист, вингер клуба «Црвена звезда», выступающий на правах аренды за клуб «Чукарички».

## Клубная карьера
Кабич — воспитанник клуба «Войводина».30 октября 2020 года в матче против «Бачка Паланка» он дебютировал в сербской Суперлиге. 29 июля 2021 года в отборочном поединке Лиги конференций против литовского «Паневежиса» Урош забил свой первый гол за «Войводину». Летом 2023 года Кабич перешёл в «Црвену звезду». 